# Meilenstein (Seeburg West)

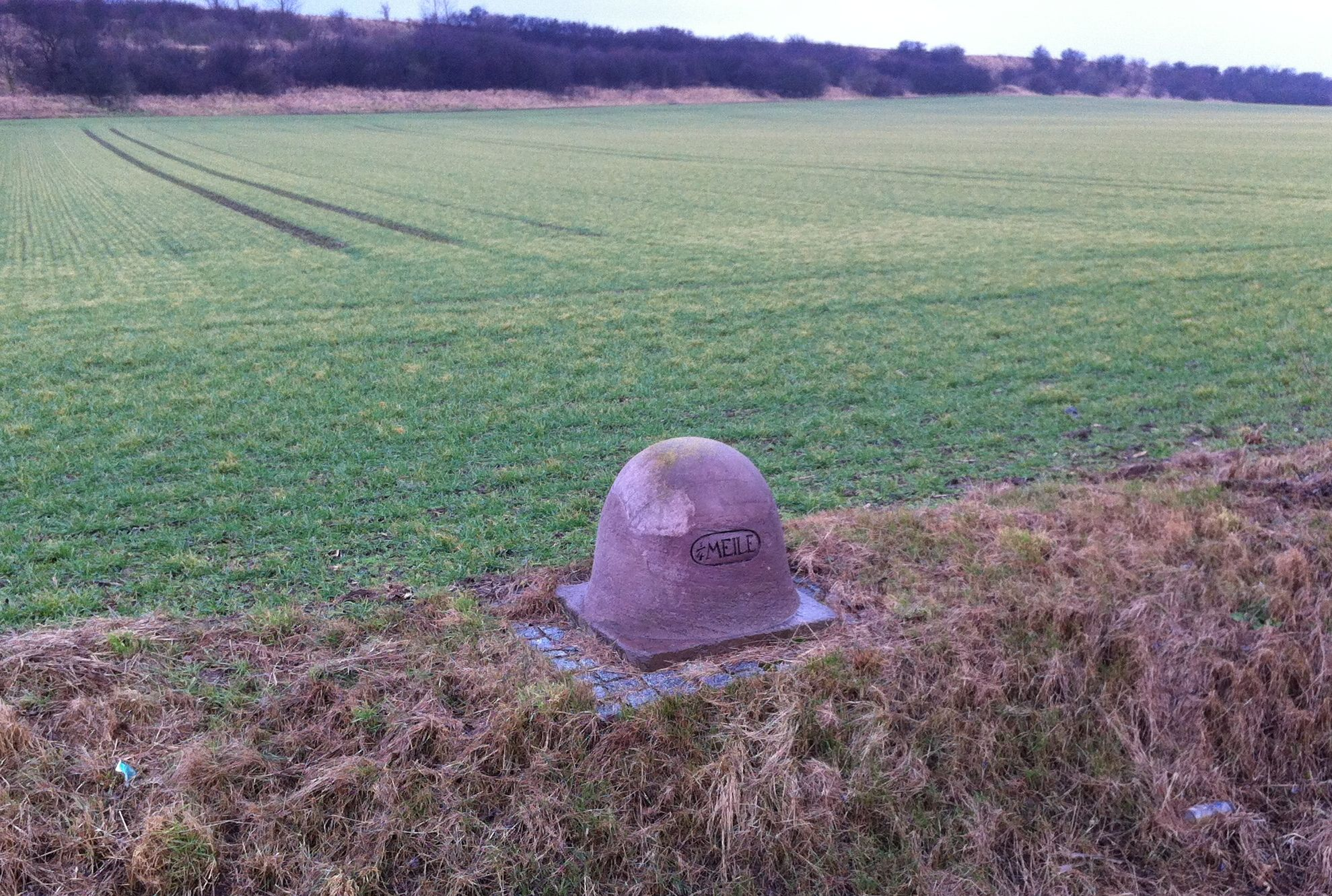
Viertelmeilenstein bei Seeburg

Der Meilenstein im Westen von Seeburg befindet sich an der Bundesstraße 80 zwischen Seeburg und Aseleben (Gemeinde Seegebiet Mansfelder Land) im Landkreis Mansfeld-Südharz in Sachsen-Anhalt.
In den Jahren 1824 bis 1826 entstand zwischen Langenbogen und Nordhausen eine preußische Staatschaussee, die Teil des Großprojektes der Chaussee von Berlin nach Kassel war. In Viertelmeilenabständen wurden an ihr, wohl im Jahr 1826, Meilensteine aufgestellt, von denen sich noch einige erhalten haben. Der Viertelmeilenstein (Inschrift „1/4 Meile“) westlich von Seeburg repräsentiert hierbei die Entfernung von 24,75 Meilen zum Dönhoffplatz in der Landeshauptstadt Berlin. Er wurde im Jahr 1999 freigelegt, da er durch den neuen Straßendamm der Bundesstraße 80 komplett verschüttet worden war. Auch um eine Wiederholung zu verhindern, wurde er auf ein Pflasterpodest gestellt.
Der Distanzanzeiger steht unter Denkmalschutz und wurde im Denkmalverzeichnis mit der Erfassungsnummer 094 16109 als Kleindenkmal eingetragen. Hier wird er unter Aseleben geführt, da er wohl knapp auf dessen Flur steht, die Forschungsgruppe Meilensteine hat ihn wegen der räumlichen Nähe zu Seeburg beiden Orten „Seeburg West“ genannt. In der Nähe des Meilensteins vereinigen sich die oft „alte B 80“ genannte ehemalige Chaussee (aus Seeburg kommend) und die heutige B 80 (aus Richtung Wansleben kommend) wieder, nachdem sie sich in Bennstedt getrennt hatten.